# Jan Oskard
Jan Oskard – poseł do Sejmu Krajowego Galicji II i III kadencji (1867–1876), włościanin z Podgrodzia.
Wybrany w IV kurii obwodu Sącz, z okręgu wyborczego nr 63 Stary Sącz-Krynica. Jego wybór zatwierdzono dopiero 28 sierpnia 1868.